# OKI FC Winds
OKI FC Winds（おきエフシーウインズ）は、かつて存在した日本の女子サッカークラブ。埼玉県本庄市を拠点として日本女子サッカーリーグ（L・リーグ）に所属していたが、1999年を最後に廃部となった。

## 概要・歴史
1990年、沖電気工業の女子サッカークラブとして「OKIレディーサンダース」の名称で結成。1992年からはJLSLチャレンジリーグ（2部に相当）で活動し、1995年にリーグ優勝。その後に清水第八、浦和レディースFCとの3クラブで行われた参入戦でも1位（3勝1敗）の成績を挙げ、1996年に練習グランド確保困難のため廃部となったTOKYO SHiDAXに代わってL・リーグに昇格。同時に地元埼玉県を吹き付ける「上州空っ風」をイメージして、クラブ名を「OKI FC Winds」とした。
また、沖電気もL・リーグ公式戦の協賛とカップ戦（L・リーグカップ）及びチャンピオンシップの冠協賛となった。
L・リーグとして、初の公式戦は1996年6月に行われた「OKI L・リーグカップ96」で、4戦全敗で予選リーグ敗退。アトランタオリンピック後の開催の開催となった第8回日本女子サッカーリーグ（1996年）は初戦で日興證券ドリームレディースを相手にリンダ・メダレンの10得点を含む1-16で敗退。シーズン成績も1勝（1PK勝）17敗（1PK敗）の最下位に終わった。浦和レディースFCとの入れ替え戦は、2戦2勝でL・リーグ残留を果たした。
1999年、前年廃部になった日興證券ドリームレディースから大部由美、佐藤春詠、高橋彩子などを獲得し、同様に廃部となったフジタマーキュリーおよびシロキFCセレーナなどからも選手を補強。リーグ戦は4位となったが、この年限りで廃部となった。

## 主な成績
| 回 | 年度 | クラブ名              | リーグ               | チーム数 | 試合 | 勝点 | 勝 | 分 | 敗 | 得点 | 失点 | 順位 | 皇后杯   | 監督     |
| -- | ---- | --------------------- | -------------------- | -------- | ---- | ---- | -- | -- | -- | ---- | ---- | ---- | -------- | -------- |
| C  | 1992 | OKIレディーサンダース | JLSLチャレンジリーグ | 4        | 6    | 2    | 1  | 0  | 5  |      |      | 4位  |          |          |
| C  | 1993 | OKIレディーサンダース | JLSLチャレンジリーグ | 4        | 6    | 2    | 1  | 0  | 5  |      |      | 4位  |          |          |
| C  | 1994 | OKIレディーサンダース | JLSLチャレンジリーグ | 3        | 8    | 3    | 0  | 3  | 5  |      |      | 3位  |          |          |
| C  | 1995 | OKIレディーサンダース | JLSLチャレンジリーグ | 3        | 4    | 6    | 3  | 0  | 1  |      |      | 優勝 | 1回戦    |          |
| 8  | 1996 | OKI FC Winds          | L・リーグ            | 10       | 18   | --   | 1  | -- | 17 | 13   | 94   | 10位 | 2回戦    | 荒川浩一 |
| 9  | 1997 | OKI FC Winds          | L・リーグ            | 10       | 18   | --   | 5  | -- | 13 | 17   | 52   | 8位  | 準々決勝 | 根岸隆雄 |
| 10 | 1998 | OKI FC Winds          | L・リーグ            | 10       | 18   | --   | 4  | -- | 14 | 9    | 44   | 8位  | 2回戦    | 根岸隆雄 |
| 11 | 1999 | OKI FC Winds          | L・リーグ            | 8        | 14   | 26   | 8  | 2  | 4  | 33   | 18   | 4位  | 準々決勝 | 根岸隆雄 |

註）成績は年間順位。L・リーグの99年は勝ち点制。

## チームカラー
- 白

(最終年のパターン)
| カラー    | 上衣 | パンツ | ストッキング |
| --------- | ---- | ------ | ------------ |
| FP（1st） | 白   | 白     | 白           |
| FP（2nd） | 青   | 青     | 青           |
| GK（1st） | 黄   | 黄     | 黄           |
| GK（2nd） | 緑   | 緑     | 緑           |

## 主な所属選手
- 大部由美
- 高橋彩子
- 佐藤春詠